# Feuerwehr Salzgitter
Die Feuerwehr Salzgitter ist für den Brandschutz, die Technische Hilfeleistung und den Rettungsdienst in Salzgitter zuständig. Sie besteht aus einer Berufsfeuerwehr und 28 Freiwilligen Feuerwehren. Zusammen mit den Werkfeuerwehren der Salzgitter AG, Robert Bosch GmbH und Volkswagen AG bilden sie den Stadtfeuerwehrverband Salzgitter.

## Geschichte
Nach der Errichtung von Salzgitter (damals Watenstedt-Salzgitter) im April 1942 als einheitlicher Stadtkreis (kreisfreie Stadt) durch das Salzgitter-Gesetz wurde die Brandbekämpfung zunächst von den 30 Freiwilligen Feuerwehren übernommen, die sich bedingt durch ihre lange Zugehörigkeit zu Preußen bzw. zum Herzogtum Braunschweig (ab 1918 Freistaat Braunschweig) sehr unterschiedlich entwickelt hatten. Erschwerend kam hinzu, dass sie nur über eine spärliche Ausrüstung verfügten. So waren anfangs in der gesamten Stadt lediglich ein Löschfahrzeug und ein paar Motorspritzen vorhanden – selbst Handdruckspritzen kamen noch zum Einsatz. Die Freiwillige Feuerwehr Groß Mahner wurde im Jahr 1830 gegründet und gehört damit zu den ältesten Feuerwehren in Deutschland.
Auf Anordnung des Reichsministeriums des Innern wurde am 20. Mai 1943 mit dem Aufbau einer Feuerlöschpolizei begonnen, die zunächst in der Fuhsestraße und wenig später auf dem Herwegschen Hof in Lebenstedt untergebracht war. Ende 1944 wurde eine Feuerwehrbereitschaft samt Ausrüstung von Hannover nach Gitter verlegt, um das südliche Stadtgebiet zu schützen. Nach dem Zweiten Weltkrieg erfolgte die Umgliederung in eine hauptamtliche Wachbereitschaft, aus der 1951 die Berufsfeuerwehr hervorging. Zwischenzeitlich wurde das Feuerwehrhaus der Freiwilligen Feuerwehr Salzgitter-Bad in Eigenarbeit ausgebaut und am 10. November 1949 als Feuerwache 2 in Betrieb genommen.

## Berufsfeuerwehr

### Feuer- und Rettungswachen
Die Feuer- und Rettungswache 1 in Salzgitter-Lebenstedt ist die größere der beiden Wachen und beherbergt neben der Verwaltung auch die Feuerwehr- und Rettungsleitstelle. Sie löste im Jahr 1982 das knapp vier Jahrzehnte währende Provisorium auf dem Herwegschen Hof ab. Hier ist u. a. der Kommandowagen für den B-Dienst, der Einsatzleitwagen 1 für den A-Dienst, zwei Hilfeleistungslöschfahrzeuge 20/20, eine Drehleiter mit Korb 23/12, ein Kleinalarmfahrzeug, vier Wechselladerfahrzeuge mit diversen Abrollbehältern und ein Gerätewagen Logistik 2 stationiert.
Die Feuer- und Rettungswache 2 in Salzgitter-Bad ist rund um die Uhr mit 9 Einsatzbeamten besetzt. In den Jahren 2014 und 2015 wurde auf dem Gelände ein zweigeschossiges Containergebäude errichtet, da der aus dem Jahr 1960 stammende Funktionstrakt nicht mehr den heutigen Standards entsprach. Der Stadt wurden hierzu kostenlos 34 Container vom Bundesamt für Strahlenschutz zur Verfügung gestellt. Hier sind u. a. ein Hilfeleistungslöschfahrzeug 20/20 und eine Drehleiter mit Korb 23/12 stationiert.

### Rettungsdienst
Der öffentlich-rechtliche Rettungsdienst – mit dem die Feuerwehr seit Juni 1949 betraut ist – wird heute in Zusammenarbeit mit dem Deutschen Roten Kreuz und der Johanniter-Unfall-Hilfe sichergestellt, wobei die Berufsfeuerwehr für die Notfallrettung und die beiden Hilfsorganisationen für den (qualifizierten) Krankentransport zuständig sind. Die Berufsfeuerwehr hält hierfür an den beiden Wachen insgesamt acht Rettungswagen sowie einen Sonderrettungswagen für adipöse Patienten bereit und stellt die Fahrer der zwei Notarzteinsatzfahrzeuge, die am Helios Klinikum Salzgitter bzw. an der Wache 2 stationiert sind.

## Freiwillige Feuerwehr
Die Freiwillige Feuerwehr Salzgitter besteht aus insgesamt 28 Ortsfeuerwehren (darunter 4 Stützpunktfeuerwehren) sowie einer Löschgruppe (LG), die in drei Löschbezirke eingeteilt sind.
| Ost | Süd | West |
| --- | --- | --- |
| - Beddingen - Gebhardshagen - Heerte - LG Barum - Immendorf - Lobmachtersen - Sauingen - Thiede - Üfingen | - Bad - Beinum - Calbecht - Engerode - Flachstöckheim - Gitter - Groß Mahner - Hohenrode - Ohlendorf - Ringelheim | - Bleckenstedt - Bruchmachtersen - Engelnstedt - Hallendorf - Lebenstedt - Lesse - Lichtenberg - Osterlinde - Reppner - Salder |

Daneben bilden die Freiwilligen Feuerwehren auch sogenannte Fachzüge und -gruppen, in denen sie bestimmte Sonderaufgaben wahrnehmen, darunter:
- Der Fachzug Gefahrgut (mit den Teileinheiten Messen und Spüren, ABC-Einsatz und Dekontamination) unterstützt bei Gefahrgutunfällen.
- Der Fachzug Rettung hilft bei Massenanfällen von Verletzten (ab 15 Betroffenen) und bei der Suche nach Vermissten.
- Der Fachzug Logistik sorgt für den Nachschub an Material (Fachgruppe Transport) und verpflegt die Einsatzkräfte bei länger andauernden Einsätzen (Fachgruppe Verpflegung).
- Der Fachzug Wasserförderung sorgt für eine Wasserversorgung über lange Wegstrecken und an abgelegenen Orten.

## Trivia
Die Atemschutzübungsanlage der Feuerwehr Salzgitter stammt aus der Zeit des Erzbergbaus und wurde bis 1975 von den damaligen Grubenwehren genutzt. Daher ist sie auch wie eine Schachtanlage aufgebaut.